# 米什妮·金贝恩
米什妮·金贝恩（1972年6月11日—），后冠夫姓沙普尔斯（英語：Sharples），昵称Lukkade，是出生于美国华盛顿的泰国华人女模特、演员制作人兼主持人，也是人民民主改革委员会的艺人级重要人物。代表作有《俏女佣》、《铁石心肠》、《皇冠之战》系列、《星途叵测》系列等。